# Bibliothèque numérique kurde
Pour les articles homonymes, voir BNK.
La Bibliothèque numérique kurde (BNK) est la bibliothèque numérique de la Fondation-Institut kurde de Paris. Elle est en ligne depuis le 10 décembre 2010.
Cette bibliothèque numérique est constituée d'écrits sur les Kurdes et le Kurdistan. Elle a pour but de mettre le patrimoine culturel kurde en données numérisées.